# José Miguel Echávarri
José Miguel Echávarri Garcia (Abárzuza, 10 oktober 1947) is een Spaans voormalig wielrenner en ploegleider. Hij is het meest bekend als ploegleider van de Spaanse formatie Caisse d'Epargne en haar voorgangers Illes Balears en Banesto.
Hij had in zijn ploegen grote renners als Miguel Indurain, Pedro Delgado, José María Jiménez en Francisco Mancebo. 

## Palmares als ploegleider
- 7x Ronde van Frankrijk: Pedro Delgado (1988), Miguel Indurain (1991, 1992, 1993, 1994 en 1995) en Óscar Pereiro (2006).
- 2x Ronde van Italië: Miguel Indurain (1992 en 1993)
- 1x Ronde van Spanje: Pedro Delgado (1989)